# Matzdorf-Pfersdorf

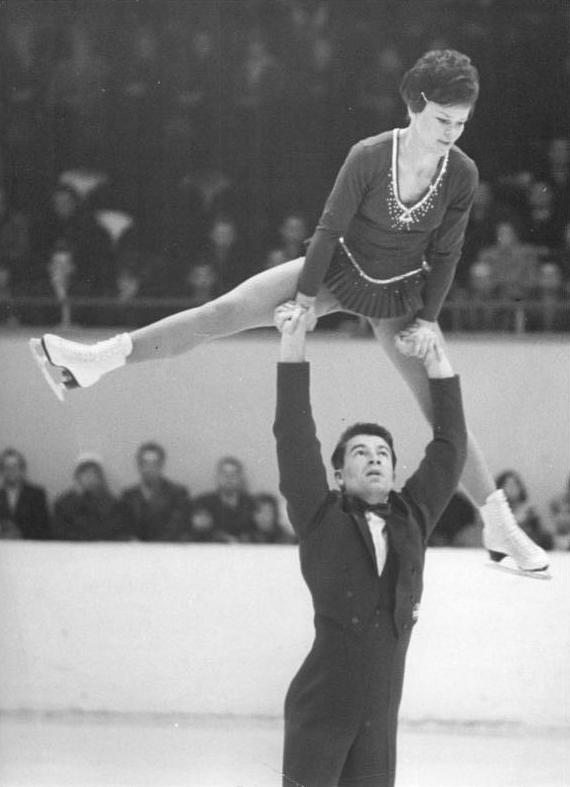
Pfersdorf und Matzdorf, 13. Dez. 1963, Eiskunstlauf Olympiaausscheidungen, Werner-Seelenbinder-Halle, Berlin; das Paar liegt auf Platz 3

Sonja Matzdorf-Pfersdorf (geborene Pfersdorf) und Günther Matzdorf (teilweise wohl richtiger als Günter dokumentiert) sind ein Eiskunstlaufpaar aus Nürnberg.
Ihr größter sportlicher Erfolg gelingt 1965 und 1966 bei den deutschen Meisterschaften im Paarlaufen. Dabei vertreten sie die Rollschuh- und Eiskunstlauf-Abteilung des 1. FC Nürnberg (heute eigenständig als 1. FCN Roll- und Eissport). In den beiden Jahren davor wurden sie nur vom Paar Kilius/Bäumler geschlagen. Auf europäischen und weltweitem Eis vertraten sie in den Jahren 1963 bis 1966 die Bundesrepublik Deutschland permanent mit einem Rang auf den Plätzen 4 bis 10.
Einen Einblick in die damaligen Trainings- und Wettkampfbedingungen bietet der Spiegel im Jahr 1966:
Sonja Pfersdorf, 21, Sekretärin bei der Nürnberger Keksfabrik Bahlsen, und ihr Partner Günter Matzdorf, 25, Sportwagenfahrer (Alfa Romeo) und Vertreter für Diamant-Werkzeuge, trainierten morgens um sechs Uhr. Matzdorf nahm vor wichtigen Wettkämpfen oft Beruhigungspillen. Bei den Europameisterschaften in Preßburg entging ihnen wegen eines Sturzes eine Medaille.
Das Paar wirkte weiterhin im 1969 erschienenen Sport-Kurzfilm Happening in White von Gunter Sachs mit.
Für das Jahr 1986 ist der Erwerb des Gebäudes Herrensitz Weiherhaus (Errichtet um 1339) im Nürnberger Stadtteil Weiherhaus von einer Familie Matzdorf dokumentiert. Weiterhin existiert im Jahr 2011 eine Firma und eine Firmengruppe mit Schwerpunkt Diamant-Werkzeugen für die Industrie im selben Gebiet, die offenkundig auf einen Günter Matzdorf zurückgeht.

## Erfolge
- Deutschland
  - 1963 – Silber – Deutsche Eiskunstlaufmeisterschaften
  - 1964 – Silber – Deutsche Eiskunstlaufmeisterschaften
  - 1965 – Gold – Deutsche Eiskunstlaufmeisterschaften
  - 1966 – Gold – Deutsche Eiskunstlaufmeisterschaften
- Europa
  - Eiskunstlauf-Europameisterschaften 1963: 9. Rang
  - Eiskunstlauf-Europameisterschaften 1964: 4. Rang
  - Eiskunstlauf-Europameisterschaften 1965: 4. Rang
  - Eiskunstlauf-Europameisterschaften 1966: 7. Rang
- Welt
  - Eiskunstlauf-Weltmeisterschaften 1963: 10. Rang
  - Eiskunstlauf-Weltmeisterschaften 1964: 5. Rang
  - Eiskunstlauf-Weltmeisterschaften 1965: 5. Rang
  - Eiskunstlauf-Weltmeisterschaften 1966: 5. Rang